# Continental (dollar)

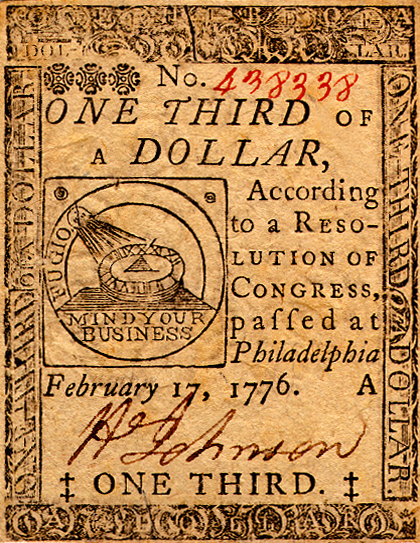
Billet de 1/3 de dollar continental (uniface) dessiné par Benjamin Franklin.

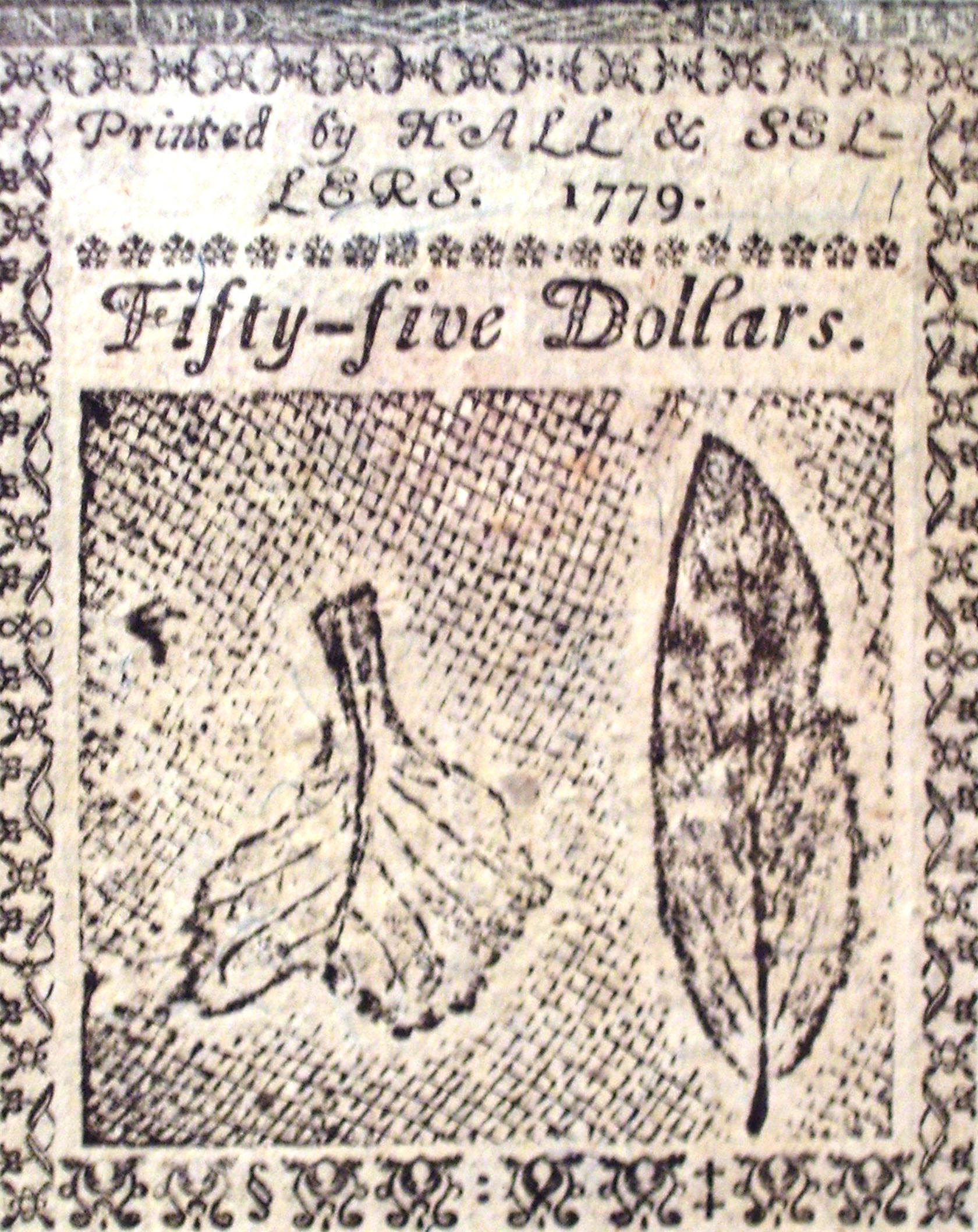
Verso du billet de 55 dollars continental, montrant la technique de gravure inventée par Franklin (empreintes de feuilles d'arbres, imprimé par Hall & Sellers, 1779).

Le continental (abréviation de continental currency dollar) qualifie les premières monnaies papier, mais aussi des pièces de monnaie comme le Fugio cent, c'est-à-dire créées pour soutenir la lutte contre le Royaume-Uni lors de la Guerre d'indépendance des États-Unis. On désignait ainsi le continental currency dollar par opposition à la livre sterling britannique. Il est considéré comme étant un « prototype » du dollar américain actuel.
Les colonies révoltées se virent dans l'obligation d'émettre du papier-monnaie ; cette création eut le sort de tous les papiers d'État émis en trop grand nombre, ces ancêtres des assignats ne tardèrent pas à être discrédités. Bien qu'ils permissent de financer en grande partie les premières années du conflit, le cours du continental s'effondra à partir de 1780, avant de disparaître en 1781. En 1782, la Banque de l'Amérique du Nord fut créée afin de trouver une solution à la crise financière engendrée par l'effondrement du continental et le Congrès révéla avoir autorisé entre 1775 et 1781 un montant total d'émissions de 241 552 780 de dollars !
Pour la fabrication des billets, on fit appel aux talents d'imprimeur de Benjamin Franklin qui en avait déjà fabriqué pour les colonies quelques années plus tôt : appelés colonial script et libellés en livre sterling, ils furent les premiers billets imprimés en Amérique du Nord (si l'on excepte la monnaie de carte émise en Nouvelle-France un siècle plus tôt) et furent vivement critiqués par Adam Smith. Pour le continental, Franklin, inventeur génial, s'appliqua à mettre au point des techniques scripturaires en avance sur son temps dont la bichromie et l'impression tramée biface de motifs uniques. Son assistant David Hall (1714-1777) lui succéda à cette tâche,.
Ce fut en 1775, à la suite du IIe Congrès de Philadelphie que les colonies confédérées (en anglais : United colonies) lancèrent une première série d'émissions, qu'elles devaient garantir en raison de l'importance du montant et eu égard aux populations, somme qui, en réalité, ne disposait d'aucune provision. Cinq millions de dollars furent émis cette année-là. Afin d'assurer la régularité des émissions, vingt-huit citoyens, y compris Benjamin Franklin, signèrent eux-mêmes les billets ; malgré cela, une certaine réticence se manifesta et le Congrès pressa les divers États de prendre les mesures nécessaires pour accélérer la circulation des billets, les engageant au besoin à décréter le cours forcé.
Émises soit comme billets nationaux, soit comme billets propres à des États spécifiques, chacune de ces valeurs, dont l'importance variait d'1/6e de dollar à 80 dollars, était imprimée via une matrice gravée sur bois, avec un timbre humide, une maxime et quelques motifs de sécurité en partie typographiés, la numérotation étant manuelle et l'impression uniface.
Par la suite, les billets comportèrent un verso, suivant un procédé inventé par Benjamin Franklin, avec un motif reproduisant des feuilles d'arbres (selon une technique à ce jour non élucidée).